# Томас Бібер (підводник)
Томас Бібер (нім. Thomas Bieber; 24 листопада 1890, Берлін — вересень 1918, Лайм) — німецький офіцер-підводник, оберлейтенант-цур-зее кайзерліхмаріне.

## Біографія
1 квітня 1909 року вступив на флот. Учасник Першої світової війни. З 5 квітня по 1 липня 1916 року — командир підводного човна SM UB-2, з 12 серпня 1916 по 31 січня 1918 року — SM UB-31, з 27 липня 1918 року — SM UB-104. 17 вересня 1918  року або пізніше човен і всі 36 членів екіпажу зникли безвісти в затоці Лайм.
Всього за час бойових дій потопив 35 кораблів загальною водотоннажністю 88 107 тонн і пошкодив 7 кораблів (28 129 тонн).
| Дата              | Назва корабля                   | Тип                   | Тоннаж | Вантаж                         | Загиблі | Країна             |
| ----------------- | ------------------------------- | --------------------- | ------ | ------------------------------ | ------- | ------------------ |
| 9 квітня 1917     | Kittiwake                       | Пароплав              | 1,866  | Генеральні вантажі             | 7       | Британська імперія |
| 24 квітня 1917    | Saint Jacques (пошкоджений)     | Вітрильник            | 415    | Баласт                         | 0       | Франція            |
| 28 квітня 1917    | Medina                          | Пасажирський пароплав | 12,350 | Пасажири і генеральні вантажі  | 6       | Британська імперія |
| 21 травня 1917    | City Of Corinth                 | Пароплав              | 5,870  | Генеральні вантажі             | 0       | Британська імперія |
| 15 червня 1917    | Teesdale (пошкоджений)          | Пароплав              | 2,470  | Вугілля                        | 3       | Британська імперія |
| 17 червня 1917    | Stanhope                        | Пароплав              | 2,854  | Рейки                          | 22      | Британська імперія |
| 5 липня 1917      | Ocean Swell                     | Вітрильник            | 195    | Дерев'яні обручі               | 0       | Британська імперія |
| 6 липня 1917      | Ariadne Christine (пошкоджений) | Пароплав              | 3,550  | Урядові товари                 | 0       | Британська імперія |
| 7 липня 1917      | Bellucia                        | Пароплав              | 4,368  | Борошно та пшениця             | 4       | Британська імперія |
| 10 липня 1917     | Hildegard                       | Вітрильник            | 622    | Баласт                         | 0       | США                |
| 11 липня 1917     | Brunhilda                       | Пароплав              | 2,296  | Боксити і трава еспарто        | 0       | Британська імперія |
| 1 серпня 1917     | Alcyone                         | Моторний човен        | 149    | Вугілля                        | 0       | Британська імперія |
| 1 серпня 1917     | Laertes                         | Пароплав              | 4,541  | Баласт                         | 14      | Британська імперія |
| 2 серпня 1917     | Newlyn                          | Пароплав              | 4,019  | Вугілля і кокс                 | 4       | Британська імперія |
| 3 серпня 1917     | Renee Marthe                    | Вітрильник            | 49     |                                | 0       | Франція            |
| 8 серпня 1917     | Algerie (пошкоджений)           | Пароплав              | 3,386  | Баласт                         | 2       | Франція            |
| 8 вересня 1917    | Elizabeth                       | Вітрильник            | 58     | Вугілля                        | 0       | Британська імперія |
| 9 вересня 1917    | Pluton                          | Пароплав              | 1,449  | Патентне паливо                | 10      | Норвегія           |
| 19 жовтня 1917    | Waikawa                         | Пароплав              | 5,666  | Баласт                         | 0       | Британська імперія |
| 20 жовтня 1917    | Colorado                        | Пароплав              | 7,165  | Вугілля і кокс                 | 4       | Британська імперія |
| 23 жовтня 1917    | Lepanto (пошкоджений)           | Пароплав              | 6,389  |                                | 2       | Британська імперія |
| 19 листопада 1917 | Farn                            | Пароплав              | 4,393  | Генеральні вантажі             | 0       | Британська імперія |
| 13 грудня 1917    | Britannic                       | Вітрильник            | 92     | Баласт                         | 0       | Британська імперія |
| 15 грудня 1917    | Sachem (пошкоджений)            | Пароплав              | 5,354  |                                | 1       | Британська імперія |
| 18 грудня 1917    | Riversdale                      | Пароплав              | 2,805  | Вугілля                        | 1       | Британська імперія |
| 20 грудня 1917    | Alice Marie                     | Пароплав              | 2,210  | Вугілля                        | 0       | Британська імперія |
| 20 грудня 1917    | Eveline                         | Пароплав              | 2,605  | Вугілля і генеральні вантажі   | 0       | Британська імперія |
| 20 грудня 1917    | Warsaw                          | Пароплав              | 608    |                                | 17      | Британська імперія |
| 22 січня 1918     | Admiral Cochrane (пошкоджений)  | Пароплав              | 6,565  | Баласт                         | 0       | Британська імперія |
| 22 січня 1918     | Greatham                        | Пароплав              | 2,338  | Вугілля                        | 7       | Британська імперія |
| 24 січня 1918     | Elsa                            | Пароплав              | 3,581  | Кава, чай, рис, вугілля і кокс | 0       | Норвегія           |
| 2 серпня 1918     | Flevo X                         | Вітрильник            | 111    | Віконне скло                   | 0       | Нідерланди         |
| 2 серпня 1918     | Remke                           | Вітрильник            | 193    | Електричні лампи               |         | Нідерланди         |
| 3 серпня 1918     | Cambrai                         | Пароплав              | 963    | Баласт                         | 25      | Франція            |
| 13 серпня 1918    | Frida                           | Вітрильник            | 395    | Кріпильні стояки               | 7       | Данія              |
| 13 серпня 1918    | Jönköping 1                     | Пароплав              | 1,546  | Генеральні вантажі             | 5       | Швеція             |
| 14 серпня 1918    | Wallsend                        | Пароплав              | 2,697  | Вугілля                        | 0       | Британська імперія |
| 14 вересня 1918   | Gibel Hamam                     | Пароплав              | 647    | Вугілля                        | 21      | Британська імперія |
| 15 вересня 1918   | Kendal Castle                   | Пароплав              | 3,885  | Баласт                         | 18      | Британська імперія |
| 16 вересня 1918   | Ethel                           | Пароплав              | 2,336  | Баласт                         | 0       | Британська імперія |
| 16 вересня 1918   | Lord Stewart                    | Пароплав              | 1,445  | Баласт                         | 1       | Британська імперія |
| 17 вересня 1918   | Ursa                            | Пароплав              | 1,740  | Вугілля                        | 0       | Швеція             |

## Звання
- Морський кадет (1 квітня 1909)
- Фенріх-цур-зее (12 квітня 1910)
- Лейтенант-цур-зее (19 вересня 1912)
- Оберлейтенант-цур-зее (2 травня 1915)

## Нагороди
- Залізний хрест 2-го і 1-го класу
- Королівський орден дому Гогенцоллернів, лицарський хрест з мечами (23 грудня 1917)